# Za Graniczką
Za Graniczką – część wsi Czartowczyk w Polsce, położona w województwie lubelskim, w powiecie tomaszowskim, w gminie Tyszowce.
W latach 1975–1998 Za Graniczką administracyjnie należało do województwa zamojskiego.